# Philippe Da Costa
Pour les articles homonymes, voir Da Costa.

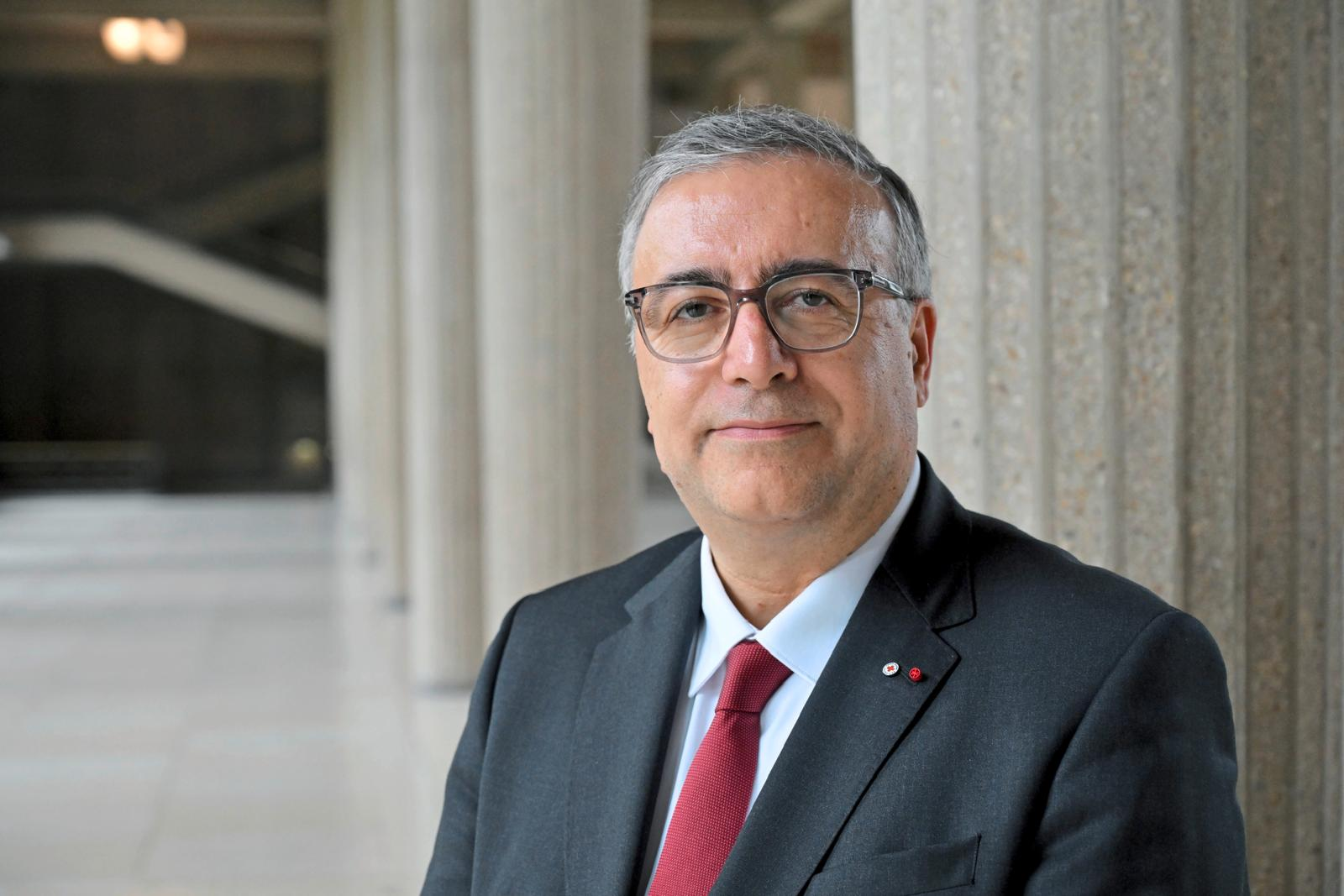
Philippe Da Costa au Palais d'Iena

Philippe Da Costa, né le 7 décembre 1962, est un dirigeant associatif et mutualiste français. Docteur en sciences de l’éducation, il est Président de la Croix-Rouge française du 10 septembre 2021 au 27 juin 2025.
Membre du Conseil économique, social et environnemental (CESE) depuis 2004, il a également présidé  l'Institut national de la jeunesse et de l'éducation populaire (INJEP) de 2008 à 2023, présidé l’Organisation mondiale du Mouvement Scout (OMMS) et été Commissaire général des Scouts de France de 1995 à 2002.

## Engagement pour l’éducation et la jeunesse

### Formation et début de carrière
Philippe Da Costa est titulaire d'un doctorat en sciences de l’éducation de l'Université Lumière Lyon 2. Il est également diplômé de l'Institut supérieur de gestion (ISG) et a été auditeur de l’Institut des Hautes Études de la Défense Nationale (IHEDN) lors de la 62e session nationales 2009-2010 et de l’Institut des Hautes Études de la Protection Sociale (IHEPS) de 2015 à 2016.
Originaire du Jura, il occupe en début de carrière les fonctions de responsable de la politique jeunesse et des sports du conseil général du Doubs (25) avant d'intégrer l’association des Scouts de France,,.

### Scoutisme
Philippe Da Costa rejoint les Scouts de France en 1990 en tant que directeur de la formation. En 1995, à seulement 32 ans, il est nommé Commissaire général du Mouvement, devenant ainsi le plus jeune dirigeant à assumer cette fonction. Il supervise alors les activités et les projets d’une association forte de 90 000 adhérents et de 1 300 implantations locales. Au cours de son mandat, de nombreux événements et rassemblements réunissant jusqu’à 20 000 jeunes sont organisés,.
Au niveau international, il est élu en 2002 au Comité mondial de l’organisation mondiale du Mouvement scout pour un mandat de six ans. En 2005, il en devient vice-président, puis accède à la présidence en 2008, succédant à Herman Hui (Hong-Kong). Son mandat prend fin en juillet 2008 lors de la Conférence mondiale du scoutisme à Jeju (Corée du Sud).
En reconnaissance de son engagement, il reçoit en 2010 la 322e distinction du Loup de Bronze, la plus haute distinction de l’Organisation mondiale du mouvement scout.

### Un engagement en faveur de l’éducation et de la jeunesse
Parallèlement à ses responsabilités dans le scoutisme, Philippe Da Costa s’engage activement dans les politiques de jeunesse et d’éducation populaire. Il préside le Conseil national des associations de jeunesse et d’éducation populaire (CNAJEP) de 1997 à 1998, le Fonds de coopération pour la jeunesse et l’éducation populaire (FONJEP) de 1998 à 2003, puis l’Institut national de la jeunesse et de l'éducation populaire (INJEP) de 2008 à 2023.

## Engagement au sein du monde associatif et du Conseil économique, social et environnemental (CESE)
Au cours de sa carrière, Philippe Da Costa assume divers mandats associatifs, notamment la présidence de la Conférence permanente des Coordinations Associatives (aujourd'hui Le Mouvement associatif) de 1996 à 1998, qui le conduisent à rejoindre en 2004 le Conseil économique, social et environnemental (CESE) au titre des associations. Philippe Da Costa, est alors élu vice-président de la section « Economie régionale et aménagement du territoire », au sein de laquelle il produit un avis sur la sécurité routière et les mobilités.
Élu président de la commission « Développement durable », il supervise notamment les travaux sur les indicateurs de richesse et la stratégie européenne de développement durable.
De 2010 à 2015, il préside la section « Éducation, culture et communication », menant divers travaux sur les politiques publiques dans ces domaines. De 2015 à 2021, il participe activement à une réflexion approfondie sur la réforme du CESE aux côtés du Président du CESE, Patrick Bernasconi.
Au cours du mandat 2021 - 2026, Philippe Da Costa est secrétaire du bureau du CESE et membre de la commission « Affaires européennes et internationales » (AEI).

## Parcours à la Croix-Rouge
Dès l'âge de 17 ans, Philippe Da Costa rejoint le comité local de la Croix-Rouge française à Poligny (Jura) en tant que secouriste bénévole.
Il occupe par la suite les fonctions de Directeur national chargé de la vie associative de 2002 à 2011 avant d’être élu au conseil d’administration en 2013 et de devenir secrétaire national en 2017.
Le 10 septembre 2021, il est élu Président de la Croix-Rouge française, succédant au professeur Jean-Jacques Eledjam,,. Depuis l’élection le 19 juin 2022, il siège au Conseil de direction de la Fédération internationale de la Croix-Rouge et du Croissant Rouge (FICR) pour le mandat 2022 - 2026.
Son mandat est marqué par le déploiement de la stratégie de la Croix-Rouge française intitulée “Résilience 2030”, qui vise à faire de l’association un acteur majeur de la gestion des crises. Cette stratégie se concrétise par un renforcement des actions en matière d’éducation et de prévention, notamment à travers le développement des Options Croix-Rouge dans les établissements scolaires, ainsi qu’une attention accrue aux enjeux de santé mentale et de protection des populations,.
En parallèle, l’association développe l’animation de son réseau bénévole et redynamise ses effectifs secouristes à travers un plan de relance qui lui permet notamment de mobiliser plusieurs milliers de secouristes sur les sites les plus emblématiques lors des Jeux Olympiques et Paralympiques de Paris 2024,,.   
En matière de plaidoyer, la Croix-Rouge française lance en 2023 la publication d’un rapport annuel sur la résilience de la société française. En lien avec le CREDOC et la Fondation Croix-Rouge française et sur la base de nombreux indicateurs, le rapport cherche à dresser un état des lieux de la capacité des populations à faire face aux crises et formule des propositions pour renforcer la résilience individuelle et collective. L’édition 2024 porte sur les événements climatiques extrêmes,, et, en 2025, le rapport se consacre aux enjeux et crises sanitaires, 5 ans après le début de la pandémie de Covid-19.

### Réponse aux crises
Dans un contexte mondial de crises multiples, la Croix-Rouge française se distingue par son engagement,.
Lors de la pandémie de COVID-19, elle est pleinement mobilisée à travers de nombreuses actions de solidarité et en contribuant à l'administration de 20% des doses de vaccins au niveau national, y compris à travers des dispositifs d’aller-vers,.
Face à la guerre en Ukraine, la Croix-Rouge française joue un rôle majeur dans l’accueil de plus de cent mille exilés en France, l’acheminement de plusieurs centaines de tonnes d’aide humanitaire, l’ouverture d’une délégation en Ukraine, et un soutien renforcé au Mouvement international de la Croix-Rouge et du Croissant-Rouge,.
Le mandat 2021-2025 voit également la mobilisation de la Croix-Rouge française face à l’accélération de catastrophes d’origine naturelle, dont notamment les inondations dans le Pas-de-Calais,, le cyclone Chido à Mayotte,, mais également le séisme au Maroc, en Turquie et Syrie, ou encore le cyclone Freddy au Malawi, avec le déploiement des plateformes d’intervention régionales, partie prenante de la réponse humanitaire française,.
Dans le même temps, la Croix-Rouge française répond à la hausse des demandes d’aide alimentaire, qui ont augmenté significativement de 25% entre 2022 et 2023 en raison notamment des conséquences de l’inflation,.
Enfin, pendant cette période le nombre de bénévoles engagés croît de manière régulière en accueillant plus de 15 000 nouveaux bénévoles, parmi lesquels 30% de jeunes de moins de 30 ans. Ceci conduit l’association à atteindre un effectif de plus de 110 000 volontaires début 2025,.

## Mutualisme et économie sociale et solidaire
Philippe Da Costa a consacré une partie importante de sa carrière au développement de l’économie sociale et solidaire (ESS), du mutualisme et du paritarisme. Il a occupé plusieurs fonctions clés dans ces domaines, défendant une vision humaniste et républicaine du "faire société". En 2011, Philippe Da Costa rejoint le secteur mutualiste en devenant conseiller du Président du Groupe MACIF puis, en 2014, directeur général adjoint de ce groupe d'assurances.  
En 2018, il rejoint le groupe AG2R LA MONDIALE, acteur majeur de la protection sociale et patrimoniale, comme membre du Comité de direction Groupe . Il est depuis mai 2022, Délégué général de ce groupe, chargé de l’économie sociale et solidaire (ESS), de la responsabilité sociale et environnementale (RSE) et de l’animation des territoires.
Dans ce cadre, il contribue au développement de solutions assurantielles et sociales adaptées aux besoins des entreprises et des branches professionnelles.
Sa formation et son engagement dans l’ESS ont été fortement influencés par Gérard Andreck, ancien président de la MACIF et président du Conseil des entreprises, employeurs et groupements de l’économie sociale, qui l’a initié aux enjeux du mutualisme et de l’économie sociale. Il a également collaboré avec d’autres figures telles que Thierry Jeantet, ancien président d’ESS Forum international et Alain Cordesse, président de l’UDES, défendant le rôle de l’ESS comme un vecteur d’innovation sociale et économique.

## Publications
En octobre 2024, Philippe Da Costa publie l’essai Nous sommes nés pour agir, aux éditions Autrement. Partant du constat que la décennie 2020 ouvre une ère de ruptures, marquée par l’interdépendance, l’accélération et l’invisibilité des crises, il souligne l’urgence d’un engagement individuel et collectif pour forger des réponses à la hauteur de notre époque. L’auteur invite à envisager une autre voie: celle du premier kilomètre, pour remettre le lien social et l’humanité au cœur de notre regard sur le monde,,.
- 1999: La transmission entre les générations (Editions Fayard)
- 2006: Le Scoutisme, une école de la vie (Editions Don Bosco)
- 2007: Sécurité routière et circulation: la responsabilité des différents acteurs (Documentation française)
- 2008: Vivre autrement: pour un développement durable et solidaire (Editions Bayard)
- 2012: En quête d’une intelligence de l’agir (Editions L'Harmattan)
- 2024: Nous sommes nés pour agir (Editions Autrement)[41],[42]

## Distinctions
- Commandeur de la légion d'honneur
- Officier de l’Ordre National du Mérite
- Commandeur des Palmes académiques
- Médaille d'or de la jeunesse et des sports
- 322e Loup de Bronze de l'OMMS